# Zerstörer 1936A
Zerstörer 1936A (letteralmente Cacciatorpediniere 1936A in tedesco) era una classe di cacciatorpediniere della Kriegsmarine tedesca, entrata in servizio tra il 1940 e il 1943. È anche nota come classe 1936A o Type 1936A, o con la designazione alleata di classe Narvik (per via del fatto che molte di queste unità facevano base nel porto norvegese di Narvik).

## Il progetto
Questa classe di cacciatorpediniere della Kriegsmarine venne concepita per ospitare a bordo i nuovi cannoni navali da 150 mm, progettati nel 1936; i pezzi da 150 mm avrebbero dovuto dare un considerevole vantaggio tattico alle navi di questa classe, in quanto la maggioranza dei cacciatorpediniere dell'epoca montava pezzi da 120 – 127 mm. Il progetto originario prevedeva l'installazione di quattro pezzi da 150 mm in due torri binate (una a prua e una a poppa), ma le nuove torri non vennero prodotte in tempo per lo scoppio della seconda guerra mondiale, e le navi vennero inizialmente armate con quattro pezzi da 150 mm in altrettante torri singole (una a prua, due a poppa, una a mezzanave più spostata verso poppa); in seguito, la torre di prua venne sostituita con una torre binata, secondo il progetto originario. Completavano l'armamento 4 cannoncini antiaerei da 37 mm e 5 da 20 mm (l'armamento antiaereo, giudicato insufficiente, venne progressivamente potenziato durante la guerra, portando il numero dei pezzi da 37 mm a 10 e quello dei pezzi da 20 mm a 12) e 8 tubi lanciasiluri da 533 mm.
Per quanto riguarda la struttura, le unità della Classe 1936A riprendevano le linee della precedente classe di cacciatorpediniere (la Zerstörer 1936), ma con alcune correzioni per aumentarne la capacità di navigazione: il timone singolo venne sostituito con uno a due assi, mentre il profilo della prua venne modificato. Nonostante questi accorgimenti, le navi riscontrarono diversi problemi di stabilità in condizioni di mare agitato, dove la nuova prua lasciava imbarcare troppa acqua; i problemi aumentarono quando venne installata la torre binata di prua (che aumentava il peso gravante su quella sezione della nave), e vennero parzialmente risolti solo con una ristrutturazione della poppa della nave. Anche i motori dettero spesso problemi di affidabilità, dovuti alle alte pressioni sviluppate.
Otto unità vennero impostate tra il finire del 1938 e i primi mesi del 1940; con lo scoppio della guerra, tutti i progetti per nuove classi di cacciatorpediniere vennero accantonati, e la Kriegsmarine ordinò invece 12 nuove unità della Classe 1936A. Di queste, sette unità vennero costruite secondo il progetto originario, con solo alcuni piccoli accorgimenti per risparmiare materiali e rendere più veloce la costruzione, nonché alcuni miglioramenti all'apparato motore (che infatti diede meno problemi rispetto ai modelli precedenti); per via di queste modifiche, questo lotto di unità è considerato una sottoclasse della Classe 1936A, denominata Zerstörer 1936A (Mob). Le ultime cinque unità, ulteriormente modificate, andarono invece a costituire la classe Zerstörer 1936B.
Tutte le unità vennero realizzate nei cantieri Deschimag di Brema, tranne le ultime tre della sottoclasse 1936A (Mob) che invece vennero assemblate nei cantieri Germaniawerft di Kiel.

## Le navi
A differenza delle precedenti classi, le navi della Classe 1936A non avevano un nome proprio, ma solo una sigla identificativa progressiva (la Z sta per Zerstörer).

### Z23

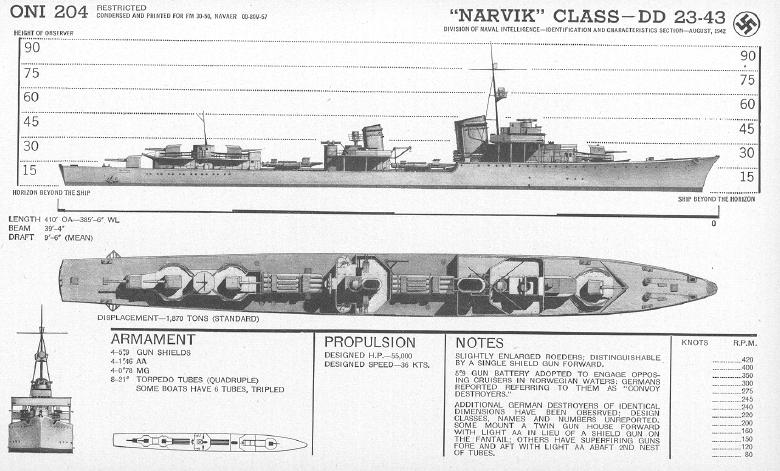
Lo schema della classe in una pubblicazione dei servizi di intelligence statunitensi

Impostata il 15 novembre 1938 e varata il 15 gennaio 1939, entrò in servizio il 15 settembre 1940. Venne utilizzata prevalentemente in operazioni di scorta ad altre navi e di posa di mine sia nelle acque della Norvegia (partecipando anche ad alcune missioni nel Mare di Barents e vicino Murmansk), sia lungo le coste della Francia occupata. Il 12 agosto 1944 venne gravemente danneggiata in un bombardamento aereo mentre era all'ancora nella base navale di La Pallice, vicino a La Rochelle; vista l'impossibilità di riparare i danni (la città di La Rochelle sarà ben presto assediata ed isolata dalle truppe alleate sbarcate in Francia), venne radiata il 21 agosto 1944. Al termine della guerra venne recuperata dalla Marina francese e ribattezzata Léopard, ma non entrò mai in servizio a causa del pessimo stato in cui versava. Venne radiata definitivamente nel 1951.

### Z24
Impostata il 2 gennaio 1939 e varata il 7 marzo 1940, entrò in servizio il 26 ottobre 1940. Venne schierata in Norvegia, per partecipare sia alle missioni di posa di mine davanti Murmansk, sia alle missioni d'attacco contro i convogli alleati che rifornivano l'Unione Sovietica. Il 2 maggio 1942, insieme ai cacciatorpediniere Z25 e Z7 Hermann Schoemann, partecipò all'affondamento dell'incrociatore leggero HMS Edinburgh, rimasto precedentemente danneggiato da un siluro lanciato dal sommergibile U-456. Nel marzo del 1943, l'unità venne inviata in Francia; il 25 agosto 1944 venne affondata da cacciabombardieri britannici al largo di Le Verdon-sur-Mer.

### Z25
Impostata il 15 febbraio 1939 e varata il 16 marzo 1940, entrò in servizio il 30 novembre 1940. Venne impiegata prevalentemente nelle acque norvegesi, ma nel febbraio del 1942 partecipò all'Operazione Cerberus nel Canale della Manica. Il 2 maggio 1942 contribuì all'affondamento dell'incrociatore britannico HMS Edinburgh insieme alla gemella Z24. Dopo un altro ciclo di operazioni nel Mare di Barents ed un breve periodo in Francia, l'unità venne impiegata nel Mar Baltico in missioni di scorta alle navi intente a portare in salvo i profughi in fuga davanti all'avanzata sovietica in Prussia orientale. Sopravvissuta indenne alla guerra, venne catturata dai britannici, che la ritrasferirono alla marina francese nel febbraio del 1946. Ribattezzata Hoche, rimase in servizio fino al gennaio del 1958, quando venne radiata.

### Z26
Impostata il 1º aprile 1939 e varata il 2 aprile 1940, entrò in servizio l'11 gennaio 1941. Venne impiegata in missioni di minamento nelle acque del Mare di Barents, nonché in missioni d'attacco contro i convogli artici alleati. Il 29 marzo 1942, mentre si apprestava ad attaccare il convoglio PQ-13 nel Mare di Barents, venne affondata dall'incrociatore leggero HMS Trinidad; uno dei siluri lanciati dal Trinidad a causa di un guasto fece un'inversione ad U e colpì lo stesso incrociatore britannico, danneggiandolo gravemente e provocando 32 vittime tra l'equipaggio.

### Z27
Impostata il 27 dicembre 1939 e varata il 1º agosto 1940, entrò in servizio il 26 febbraio 1941. Operò nel Mare di Barents in missioni di posa di mine, e accompagnò la corazzata Tirpitz nella sua prima missione offensiva (Operazione Sizilien). Trasferita in Francia nel novembre 1943, il 28 dicembre 1944 venne affrontata dagli incrociatori britannici HMS Glasgow e HMS Enterprise nel Golfo di Biscaglia, ed affondata insieme alle torpediniere tedesche T25 e T26.

### Z28
Impostata il 30 novembre 1939 e varata il 20 agosto 1940, entrò in servizio il 9 agosto 1941. Dopo un breve ciclo di operazioni nel Mar Baltico, venne trasferita in Norvegia, partecipando a missioni d'attacco contro i convogli artici alleati. Nel luglio 1943 venne danneggiata da un bombardamento aereo mentre si trovava all'ancora a Trondheim, ma venne successivamente riparata. Ai primi di gennaio 1944, venne trasferita nel Baltico, dove partecipò a missioni di bombardamento costiero in appoggio ai reparti della Wehrmacht, operando insieme all'incrociatore pesante Prinz Eugen. Il 24 ottobre 1944 venne colpita da otto bombe lanciate da aerei sovietici, ma sopravvisse e ritornò in azione nel febbraio 1945. La nave venne infine affondata vicino Sassnitz da aerei britannici il 6 marzo 1945; il relitto, affondato in acque basse, venne recuperato e demolito al termine della guerra.

### Z29

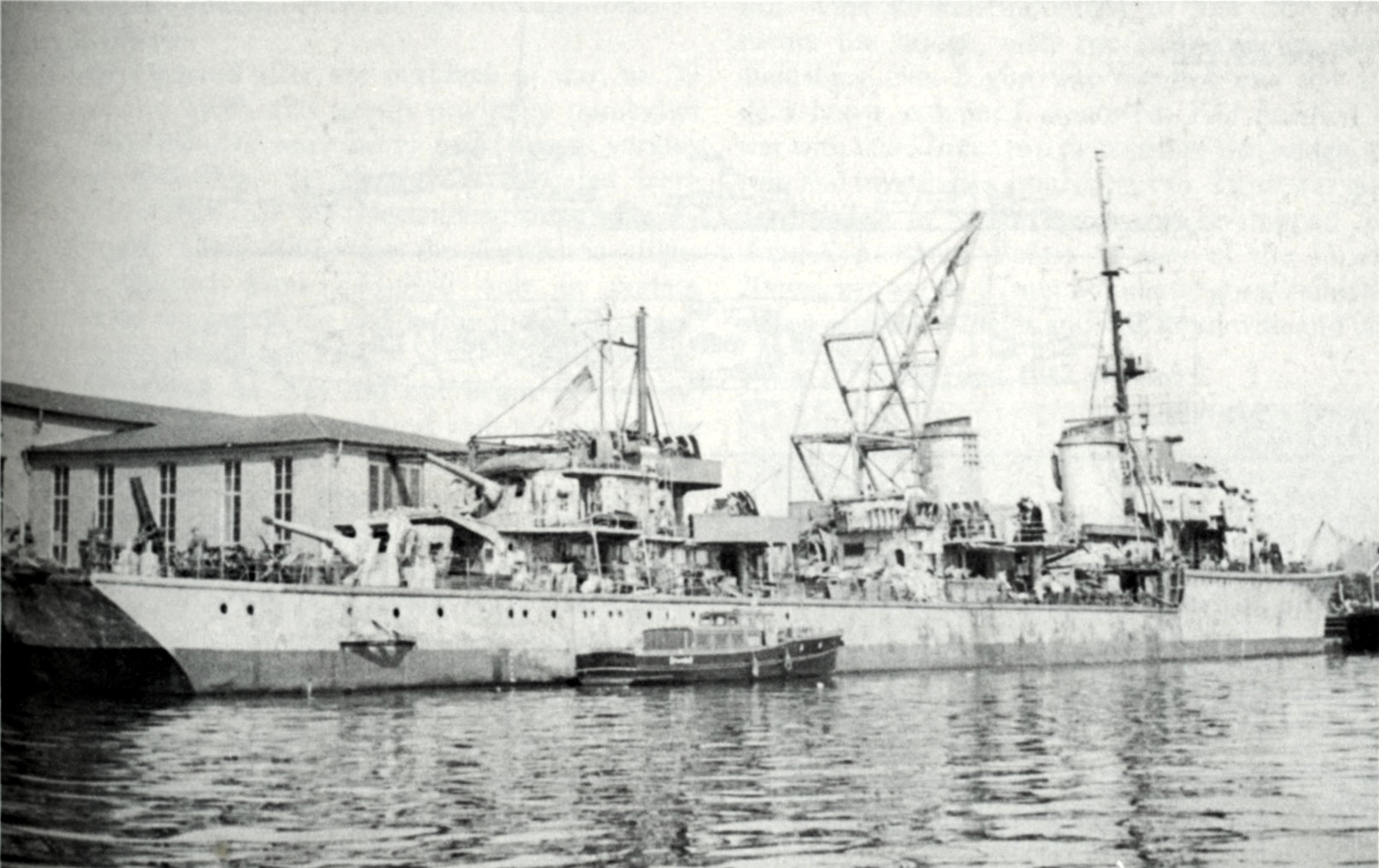
Lo Z29 fotografato di poppa nel 1945.

Impostata il 21 marzo 1940 e varata il 15 ottobre 1940, entrò in servizio il 25 giugno 1941. Operò prevalentemente nelle acque norvegesi, ma partecipò anche all'Operazione Cerberus nel Canale della Manica. Il 31 dicembre 1942 partecipò alla Battaglia del mare di Barents, senza riportare danni; nel dicembre del 1943 fece invece parte della scorta della Scharnhorst durante la sua ultima missione. Ritornata in Germania nel gennaio 1945, operò brevemente nel Baltico, prima di venire radiata nell'aprile seguente. Catturata dai britannici, venne trasferita alla Marina degli Stati Uniti, ma a causa delle sue pessime condizioni venne autoaffondata al largo dello Jutland il 16 dicembre 1946.

### Z30
Impostata il 15 aprile 1940 e varata l'8 dicembre 1940, entrò in servizio il 15 novembre 1941. Schierata in Norvegia, prese parte alla battaglia del Mare di Barents sul finire del 1942. Dal maggio del 1944 operò in missioni di pattuglia al largo dello Jutland, dove riportò gravi danni nell'ottobre seguente per l'urto con una mina. Riparata nel porto di Oslo, venne posta in disarmo il 14 maggio 1945. Catturata dai norvegesi, venne trasferita alla Royal Navy, dove operò come nave-bersaglio; venne rottamata nel 1949.

### Z31
Impostata il 1º settembre 1940 e varata il 15 aprile 1941, entrò in servizio l'11 aprile 1942. Prima unità della sottoclasse Zerstörer 1936A (Mob), al momento della sua entrata in servizio non erano disponibili torri binate per i cannoni da 150 mm, quindi l'unità venne armata con una torre singola; la torre binata venne poi aggiunta nel 1943, unitamente ad un sistema sperimentale di rilevamento a raggi infrarossi. Partecipò alla Battaglia del Mare di Barents il 31 dicembre 1942, senza riportare danni; partecipò anche all'Operazione Sizilien. Il 28 gennaio 1945, la Z31 venne gravemente danneggiata in uno scontro con incrociatori britannici nelle acque norvegesi; rifugiatasi ad Horten, venne sottoposta ad estesi lavori di riparazione: in particolare, la torre binata da 150 mm (rimasta distrutta nel combattimento) venne sostituita con un unico pezzo da 105 mm e con ulteriori cannoncini antiaerei. Tornò in servizio nel marzo del 1945, partecipando nel Baltico a numerose operazioni di bombardamento costiero insieme agli incrociatori Admiral Scheer e Lützow. Sopravvissuta alla guerra, venne acquisita dalla marina francese e ribattezzata Marceau; venne radiata nel 1958.

### Z32
Impostata il 1º novembre 1940 e varata il 15 agosto 1941, entrò in servizio il 15 settembre 1942. Venne inviata in Francia, trascorrendo la sua carriera in operazioni di pattugliamento nella Manica e nel Golfo di Biscaglia. Il 30 gennaio 1944 speronò accidentalmente il cacciatorpediniere Z37, riportando solo lievi danni. Partecipò ai tentativi della Kriegsmarine di ostacolare le operazioni dello sbarco in Normandia: il 9 giugno 1944, la Z32 affrontò in combattimento i cacciatorpediniere canadesi HMCS Haida e HMCS Huron e il polacco ORP Błyskawica, finendo arenata presso Île-de-Batz; la nave immobile venne poi distrutta da attacchi aerei.

### Z33
Impostata il 22 dicembre 1940 e varata il 15 settembre 1941, entrò in servizio il 6 febbraio 1943. Operò in Norvegia prevalentemente come nave scorta, accompagnando sia la Tirpitz durante l'Operazione Sizilien, sia la Scharnhorst nella sua ultima missione. Il 9 febbraio 1945 venne danneggiata durante la battaglia aerea di Førdefjord; inviata a Narvik per le riparazioni, fece ritorno in Germania poco prima della capitolazione tedesca, e venne posta in disarmo. Acquisita dalla Marina sovietica nel novembre del 1945, venne ribattezzata Provorniy (Проворный) ed inserita nella Flotta del Baltico; i danni riportati all'apparato motore costrinsero i sovietici a rimandare il cacciatorpediniere ai cantieri Neptun di Rostock per estesi lavori di riparazione. Rimase in servizio fino al 30 novembre 1954, quando venne trasformata prima in nave-scuola e poi in nave-caserma con il nome di PKZ-149. Venne radiata il 27 ottobre 1960 e demolita poco dopo.

### Z34
Impostata il 14 gennaio 1941 e varata il 5 maggio 1942, entrò in servizio il 5 giugno 1943. Inviata in Norvegia, scortò la Scharhorst nella sua ultima missione, ma non prese parte ad altre missioni di particolare importanza. Nel gennaio del 1945 ricevette l'ordine di rientrare in Germania insieme alla gemella Z38; durante il viaggio, venne attaccata dagli incrociatori britannici HMS Mauritius e HMS Diadem, incassando un colpo di grosso calibro ma riportando pochi danni. Venne impiegata nelle missioni di bombardamento costiero nel Baltico, e il 15 aprile 1945 venne danneggiata da motosiluranti sovietiche presso Danzica. Ormai in pessimo stato, venne acquisita dalla marina statunitense sul finire del 1945. Il 26 marzo 1946 venne intenzionalmente affondata al largo dello Jutland con a bordo un carico di munizioni contenenti gas tossici.

### Z37
Impostata nel 1940 e varata il 24 febbraio 1941, entrò in servizio il 16 luglio 1942. Venne schierata in Francia, partecipando ad alcuni pattugliamenti nella Manica e nel Golfo di Biscaglia. Il 30 gennaio 1944 venne accidentalmente speronata dal cacciatorpediniere Z32, riportando gravi danni: in particolare, l'esplosione delle testate di alcuni siluri distrusse entrambe le sale macchine. Trasferita a Bordeaux, non venne mai riparata a causa delle sue pessime condizioni. Radiata il 24 agosto 1944, i suoi cannoni vennero smontati ed impiegati come difese costiere. Lo scafo venne demolito dai francesi nel 1949.

### Z38

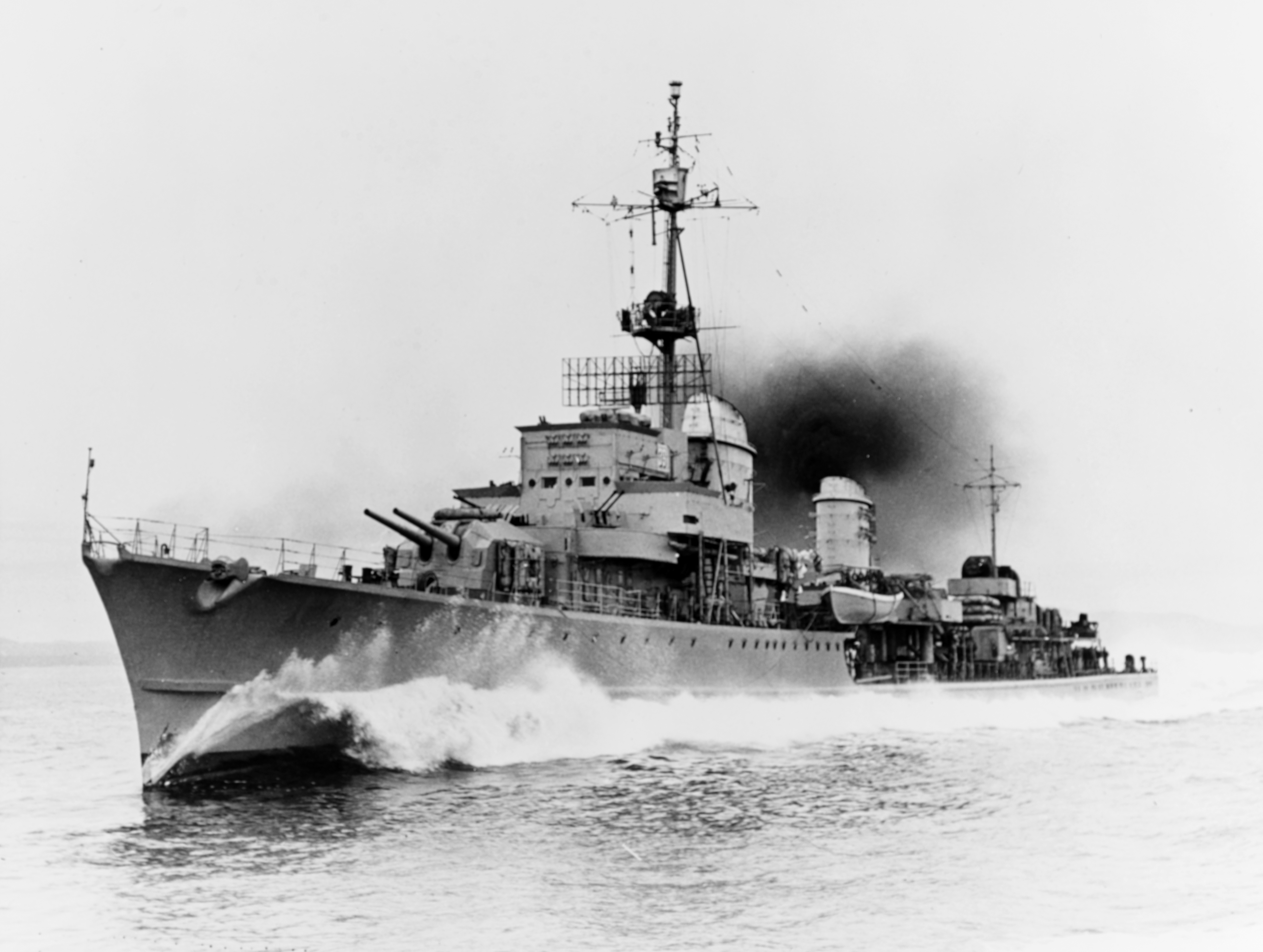
La Z39 in servizio nella marina statunitense; da notare la grossa torretta binata di prua.

Impostata nel 1940 e varata il 5 agosto 1941, entrò in servizio il 20 marzo 1943. Inviata in Norvegia, scortò la Scharnhorst nella sua ultima uscita, ma non prese parte ad altre missioni di particolare importanza. Nel gennaio del 1945 ricevette l'ordine di rientrare in Germania insieme alla gemella Z34; durante il viaggio, venne attaccata dagli incrociatori britannici HMS Mauritius e HMS Diadem, ma non riportò danni. Partecipò alle missioni di bombardamento costiero nel Baltico, venendo poi posta in disarmo il 10 maggio 1945. Acquisita dalla Royal Navy e ribattezzata HMS Nonsuch, venne demolita tra il 1949 e il 1950.

### Z39
Impostata nel 1940 e varata il 5 agosto 1941, entrò in servizio il 21 marzo 1943. Dopo alcune missioni di pattugliamento al largo dello Jutland, venne inviata nel Baltico all'inizio del 1944. Il 23 giugno 1944 venne danneggiata da aerei sovietici e dovette rientrare a Kiel per le riparazioni; mentre queste erano in corso, la nave venne nuovamente danneggiata in un bombardamento aereo. La nave tornò in servizio il 16 febbraio 1945, ma non venne impiegata molto; venne posta in disarmo 10 maggio 1945. Catturata dai britannici, venne trasferita alla marina statunitense nel luglio del 1945 e ribattezzata DD 939. Nel 1947 venne ceduta alla Francia ed usata per trarne pezzi di ricambio; lo scafo venne demolito nel febbraio 1964.